# Hatsuse (couraçado)
O Hatsuse (初瀬) foi um couraçado pré-dreadnought operado pela Marinha Imperial Japonesa e a segunda e última embarcação Classe Shikishima, depois do Shikishima. Sua construção começou em janeiro de 1898 na Armstrong Whitworth e foi lançado ao mar em junho do ano seguinte, sendo comissionado na frota japonesa em janeiro de 1901. Era armado com uma bateria principal composta por quatro canhões de 305 milímetros, tinha um deslocamento de mais de catorze mil toneladas e alcançava uma velocidade máxima de dezoito nós (33 quilômetros por hora).
O Hatsuse participou dos primeiros estágios da Guerra Russo-Japonesa de 1904–05, incluindo na Batalha de Porto Artur em fevereiro de 1904 na função de capitânia da 1ª Divisão da 1ª Frota da força japonesa, sendo levemente danificado. Ele se envolveu em operações posteriores nos meses seguintes, porém bateu em uma mina naval russa na manhã de 15 de maio, o que desabilitou seu leme. O couraçado ficou a deriva e bateu em outra mina duas horas depois, que detonou um de seus depósitos de munição e o fez afundar logo em seguida. Houve quase quinhentos mortos.

## Características

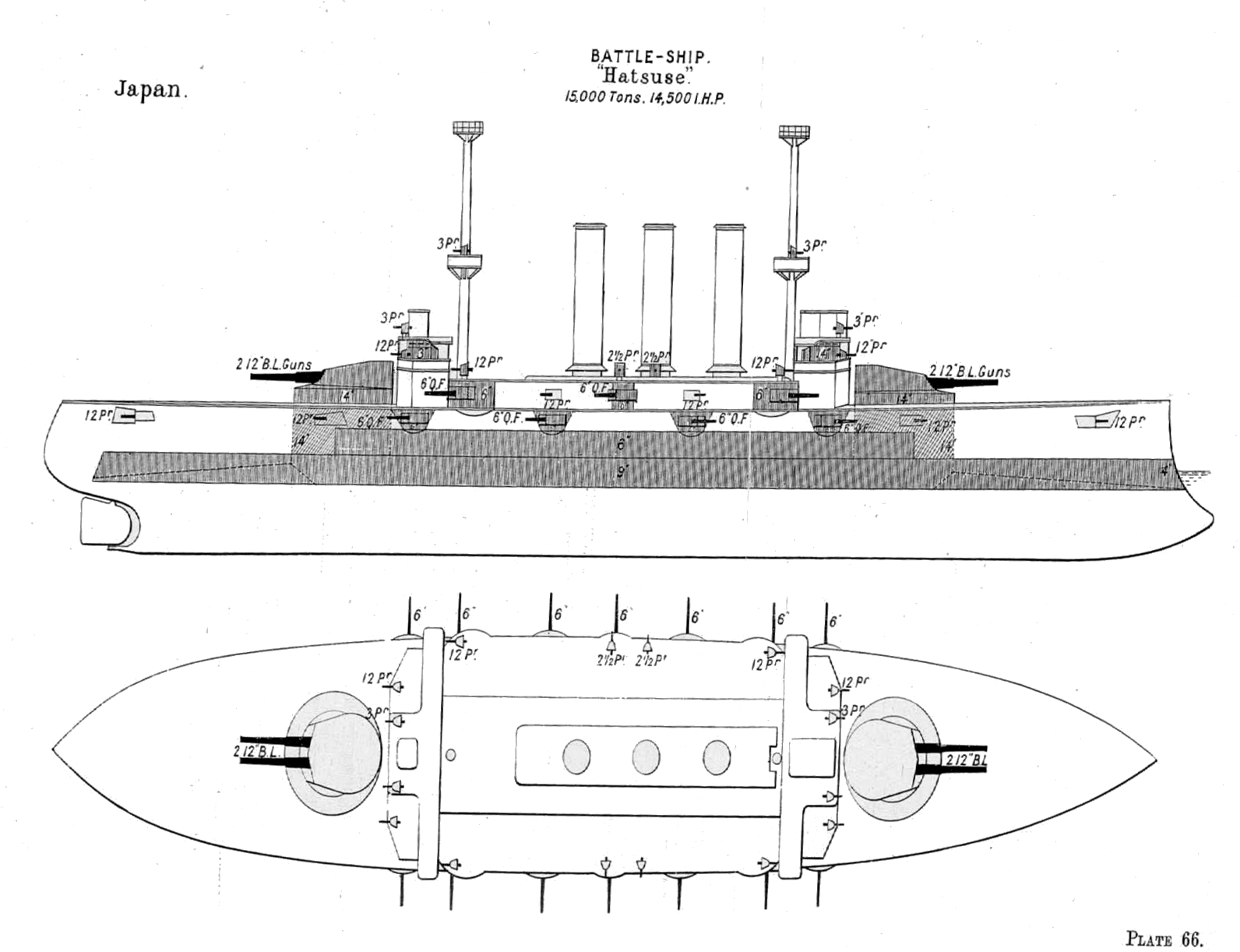
Desenho do Hatsuse

O projeto dos couraçados da Classe Shikishima era uma versão aprimorada da Classe Majestic da Marinha Real Britânica. Eles foram encomendados de estaleiros britânicos porque, na época, o Japão ainda carecia da tecnologia e capacidade industrial de construir seus próprios navios capitais. As embarcações foram encomendadas como parte do Programa de Expansão Naval de Dez Anos e pagas com as trinta milhões de libras esterlinas de indenização da China pela derrota na Primeira Guerra Sino-Japonesa.
O Hatsuse tinha 133,7 metros de comprimento, boca de 23,3 metros e calado de 8,4 metros. O deslocamento normal era de 14 542 toneladas. O sistema de propulsão tinha 25 caldeiras Belleville que alimentavam dois motores verticais de tripla-expansão Humphrys Tennant, cada um girando uma hélice. Tinha uma potência indicada de 14,7 mil cavalos-vapor (10,8 mil quilowatts) para uma velocidade máxima de dezoito nós (33 quilômetros por hora), mas durante seus testes marítimos alcançou 19,1 nós (35,4 quilômetros por hora) a partir de 16 344 cavalos-vapor (12 018 quilowatts). Tinha uma autonomia de cinco mil milhas náuticas (9,3 mil quilômetros) a dez nós (dezenove quilômetros por hora). A tripulação era composta por 741 a 849 oficiais e marinheiros.
A bateria principal consistia em quatro canhões calibre 40 de 305 milímetros montados em duas barbetas duplas, uma à vante e outra à ré da superestrutura. O armamento secundário tinha catorze canhões calibre 40 de 152 milímetros montados em casamatas na superestrutura e nas laterais do casco. A defesa contra barcos torpedeiros tinha vinte canhões de 76 milímetros e doze canhões de 47 milímetros, todos em montagens únicas. Também haviam quatro tubos de torpedo submersos de 450 milímetros, dois em cada lateral. O cinturão principal de blindagem era feito de aço Harvey e tinha de 102 a 229 milímetros de espessura. As coberturas das barbetas tinham 254 milímetros, enquanto o convés blindado tinha de 64 a 102 milímetros. A torre de comando de vante tinha laterais de 356 milímetros.

## Carreira

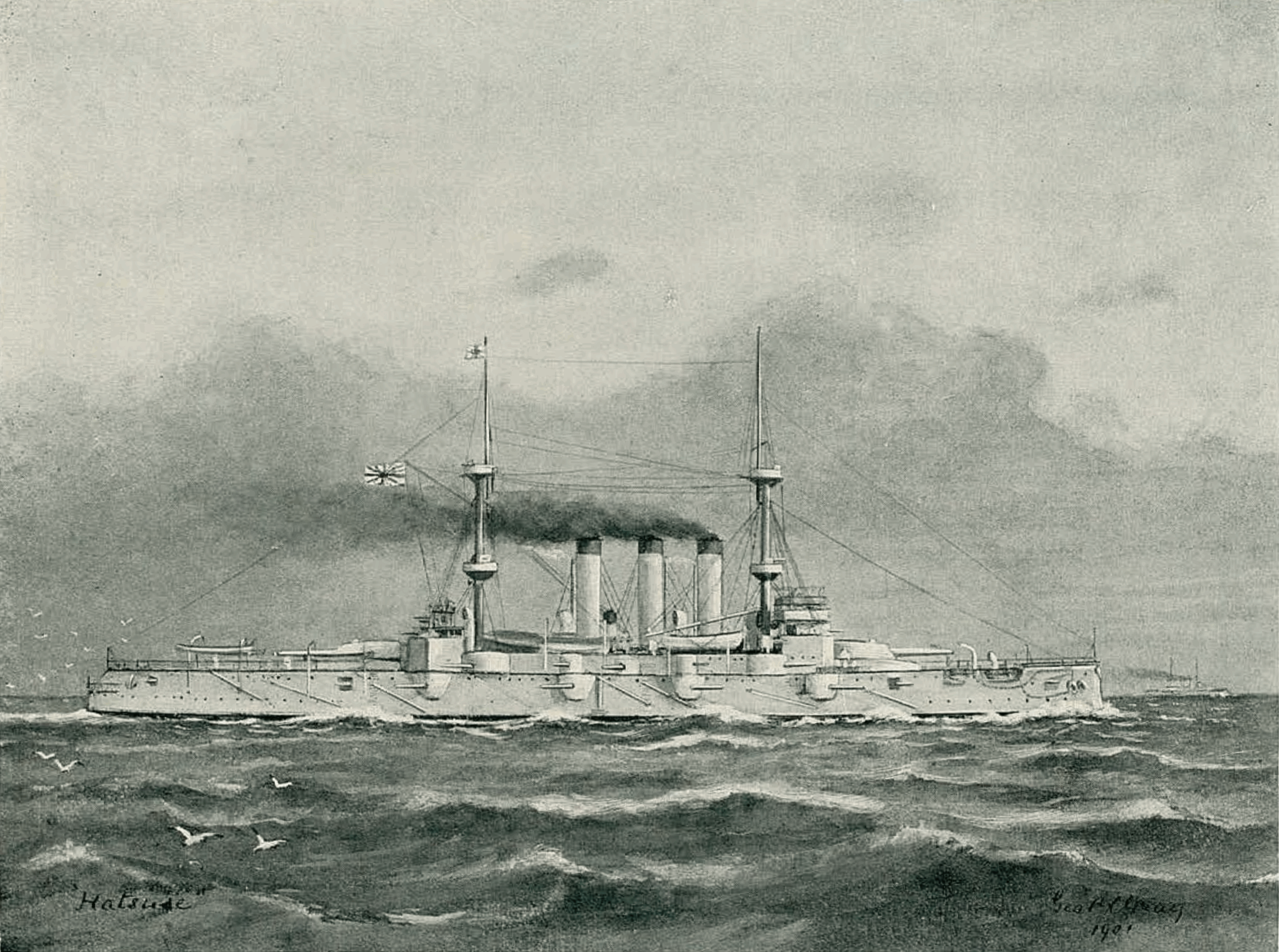
Ilustração do Hatsuse em 1901

O Hatsuse foi nomeado em homenagem ao local em que o templo de Hase-dera fica localizado. Seu batimento de quilha ocorreu em 10 de janeiro de 1898 na Armstrong Whitworth em Newcastle e foi lançado ao mar em 27 de junho de 1899, sendo finalizado em 18 de janeiro de 1901. Ele representou o imperador Meiji no funeral da rainha Vitória do Reino Unido em 2 de fevereiro. Chegou em Singapura em 28 de março para reabastecer, também sendo pintado de cinza e preto. Partiu para Yokosuka em 3 de abril.
A Guerra Russo-Japonesa começou no início de 1904 e o Hatsuse, então comandado pelo capitão Yu Nakao, foi designado para a 1ª Divisão da 1ª Frota, tornando-se a capitânia de seu comandante, o contra-almirante Nashiba Tokioki. Participou em 9 de fevereiro da Batalha de Porto Artur, quando a frota japonesa atacou as embarcações russas da Esquadra do Pacífico que estavam ancoradas do lado de fora de Porto Artur. O vice-almirante Tōgō Heihachirō, o comandante japonês, esperava que um ataque surpresa noturno por seus contratorpedeiros seria muito mais bem sucedido do que realmente foi e também contava que seu oponente ficasse desorganizado e enfraquecido, entretanto os russos se recuperaram rapidamente do ataque e estavam prontos para o ataque principal. Os japoneses foram avistados pelo cruzador protegido Boyarin, que estava em patrulha no litoral e avistou o resto da frota. Tōgō escolheu atacar as defesas costeiras russas com seus canhões principais e enfrentar as embarcações russas com a bateria secundária. Esta divisão de poder de fogo foi uma escolha ruim, pois as armas secundárias de 203 e 152 milímetros pouco danificaram os navios inimigos, que concentraram todos os seus disparos na força japonesa. Houve vários acertos dos dois lados, mas apenas dezessete baixas russas contra sessenta mortos e feridos japoneses. O Hatsuse foi acertado duas vezes, sofrendo sete mortos e dezessete feridos.
O navio participou de uma ação em 13 de abril em que Tōgō conseguiu atrair uma parte da Esquadra do Pacífico para fora do porto, incluindo o couraçado Petropavlovsk, a capitânia do vice-almirante Stepan Makarov. Os russos deram a volta a fim de retornarem assim que avistaram os seis couraçados da 1ª Divisão, porém o Petropavlovsk entrou em um campo minado japonês criado na noite anterior. Ele bateu em uma mina naval e afundou em menos de dois minutos depois de um dos seus depósitos de munição ter explodido, com Makarov estando entre os mortos. Tōgō foi encorajado por esse sucesso e retomou as missões de bombardeio, o que fez os russos criarem mais campos minados.
O Hatsuse foi para o mar em 14 de maio junto com seu irmão Shikishima, o couraçado Yashima, o cruzador protegido Kasagi e o navio de despachos Tatsuta com o objetivo de substituírem a força que estava bloqueando Porto Artur. A esquadra encontrou na manhã seguinte um campo minado russo que tinha sido criado recentemente pelo lança-minas Amur. O Hatsuse bateu às 10h50min em uma mina naval que incapacitou seus equipamentos de direção, com o Yashima batendo em outra enquanto se movia para ajudá-lo. O Hatsuse ficou à deriva e bateu em uma segunda mina às 12h33min, com ela detonando seus depósitos de munição. Houve 496 mortos. O Tatsuta e o Kasagi conseguiram resgatar Nashiba, Nakao e outros 334 tripulantes. Enquanto isso, a inundação do Yashima não pode ser controlada e ele afundou também oito horas depois.